# Valle de Valdelucio
Valle de Valdelucio är en kommun i Spanien.   Den ligger i provinsen Provincia de Burgos och regionen Kastilien och Leon, i den norra delen av landet, 260 km norr om huvudstaden Madrid. Antalet invånare är 347. Arean är 95 kvadratkilometer.
Terrängen i Valle de Valdelucio är kuperad västerut, men österut är den platt.